# Тихон (Покровський)
Архієпископ Тихон (в житті Олександр Павлович Покровський; *21 лютого 1821, Ушаково — †16 квітня 1885, Житомир) — церковний діяч Російської імперії. Єпископ Російської православної церкви, архієпископ Волинський та Житомирський.

## Біографія
Народився 21 лютого 1821 в селі Ушаково Каширського повіту Тульської губернії в сім'ї священика.
Закінчив Тульську духовну семінарію. У 1843 році поступив в Санкт-Петербурзьку духовну академію.
19 квітня 1848, після закінчення академічного курсу зі ступенем кандидата і з правом магістра після дворічної вислуги, призначений учителем Олександро-Невського духовного училища.
12 листопада 1850 висвячений на священика Преображенської церкви.
17 квітня 1865 возведений у сан протоієрея.
3 липня 1869 призначений наглядачем Олександро-Невського духовного училища.
5 серпня 1869 після смерті дружини і двох дітей прийняв чернецтво. 6 серпня возведений у сан архімандрита.
14 вересня 1869 хіротонізований на єпископа Виборзького, другого вікарія Санкт-Петербурзької митрополії.
З 16 серпня 1871 — єпископ Ладозький, перший вікарій Санкт-Петербурзької митрополії.
13 липня 1873 призначений єпископом Саратовським і Царицинським.
Існуюче в Саратові Братство Святого Хреста преосвященний розширив відкриттям при цьому Братстві безкоштовної їдальні для бідних і установою духовно-просвітницької спілки. Відкриття відбулося 5 листопада 1877 і мало на меті сприяти поширенню релігійно-моральної освіти серед населення губернії шляхом влаштування публічних читань, співбесід, будівництва бібліотек, церковних шкіл і т. д.
У цьому ж році він заснував товариство взаємної допомоги від пожеж.
6 березня 1882 возведений у сан архієпископа Волинського і Житомирського з призначенням священноархимандритом Почаївської Успенської лаври.
У записках А. М. Мінха за 1882 запис: "Преосвященний Тихон виїхав з Саратова по ж. д. на місце нового призначення в Житомир. Проводи його були небувалі: величезна кількість народу, все вище чиновництво і духовенство, і військові провели його до вокзалу; по шляху був розставлений Іммертінскій полк, на вокзалі грала військова музика, дві версти народ біг за поїздом, прощаючись з владикою. "
Архієпископ Тихон був видатним церковним оратором, користувався славою захоплюючого проповідника, яку набув ще будучи священиком. Проповіді його були загальнодоступні, ясні і вимовлялися без жодної підготовки.
Він — постійний і старанний співробітник журналу «Духовна бесіда». Статті й промови його були прості по стилю, без зайвої книжності, і доступні слухачу.
Був почесним членом Церковно-археологічного товариства.
Помер 16 квітня 1885 в Житомирі. Похований у Житомирському Преображенському соборі.

## Твори
Поміщені в «Духовній Бесіді»: за 1862 рік:
- Невольное повиновение твари суете людской. Благие начатки и плоды в современных преобразованиях в России.
- Поучение по случаю заложения трехпрестольного храма в Колтовской. Празднование тысячелетия России в праздник Рождества Богоматери, за 1863 год
- Духа не угашайте.
- Общественная благотворительность в Санкт-Петербурге.
- Значение Православной Церкви в России, за 1864 год.
- Слепота телесная и слепота духовная. Житейские неудачи, за 1865 год.
- О христианской обязанности в отношении к болящим, за 1866 год.
- О происхождении физического зла на земле, за 1869 год
- Попечение об одежде, за 1870 год.
- Попечение святой Церкви о православных христианах в различных их нуждах и состояниях.
- Рѣчь при погребеніи протоіерея Александра Ѳеодоровича Орлова, сказанная 9 сентября 1870 года по совершеніи паннихиды.
- Речь Святейшему Синоду при наречении во епископа Выборгского // Христианское чтение. — СПб., 1869. — Ч. 2.
- О церкви, как матери всех православных христиан по долгу их назидания домашнего и общественного. — СПб., 1862.
- О последовании спасительному руководству света христианской веры // Христианское чтение. 1884. № 3-4. С. 284–296.